# Tutto Dario Aspesani in mp3 dal 1988 al 2003
Tutto Dario Aspesani in mp3 dal 1988 al 2003 è una raccolta del musicista Dario Aspesani. In pratica un intero cofanetto contenente tutte le produzioni musicali dal 1988 al 2003. Oltre ai dischi ufficiali è presente un intero album di bootleg con incisioni alternative e molti brani inediti sia recenti che ultra decennali.
Il cofanetto contiene: Mediterranean rock, Acustico, Infinitae Terrae, Ao vivo, Musica campesina, Sudamerica, Echando gasolina, Babylon, Bootleg 15º anniversario. Oltre ai 140 brani dei suoi primi 9 album ci sono apposite sottocategorie con tutte le opere letterarie ed una galleria fotografica.
I bonus del CD sono: Bandoneon e tutti i testi delle canzoni con accordi per pianoforte e chitarra in formato digitale.
Alcuni album tipo Bootleg 15º anniversario ed Echando gasolina non sono più stati stampati e si possono trovare esclusivamente in questa raccolta digitale.

## Tracce
Per la lista tracce si vedano i rispettivi album.